# Stremayrova jazyková nařízení
Stremayrova jazyková nařízení [štremajrova] jsou nařízení, která roku 1880 (19. dubna pro Čechy a 28. dubna pro Moravu) vydala vláda Eduarda Taaffeho (resp. ministr vnitra Eduard Taaffe a ministr spravedlnosti Karl von Stremayr). Tato nařízení zajišťovala rovnoprávné postavení češtiny při vnější komunikaci se státními úřady v Čechách a na Moravě. Slezska se nařízení netýkala. Podle těchto nařízení byl státní úřad povinen odpovědět na žádost strany v jazyce podání.
Vnitřní úřadování však zůstalo německé. O změnu  se neúspěšně pokusila roku 1897 Badeniho jazyková nařízení, ani další jazyková nařízení neprošla a posílení česko-německého antagonismu usnadnilo rozpad Rakouska-Uherska během první světové války.